# Douglas XF6D Missileer
Il Douglas XF6D Missileer era il progetto prescelto dall'United States Navy a fronte della richiesta, avanzata nel 1957, per un aereo da caccia destinato alla difesa a lungo raggio della flotta.
Realizzato dalla Douglas Aircraft Company, il progetto venne dichiarato vincitore nel corso del 1959, ma, in seguito alla revisione del concetto che ne aveva decretato l'origine ed alla successiva cancellazione del programma, venne abbandonato nel corso del 1961.

## Sviluppo
Il concetto alla base della richiesta che diede origine al progetto XF6D si discostava decisamente da quanto fino ad allora considerato standard in termini di intercettazione ed abbattimento di un velivolo avversario: in pratica, in base a questo nuovo concetto, le prestazioni determinanti dovevano risiedere nell'arma impiegata (nello specifico il missile aria-aria AAM-N-10 Eagle), mentre il velivolo utilizzatore doveva fungere esclusivamente da piattaforma di lancio remota rispetto all'obbiettivo da difendere (in questo caso la flotta d'appartenenza).
Pertanto lo sviluppo del missile e del velivolo furono strettamente correlati costituendo, de facto, un unico sistema d'arma; l'Eagle, con il suo raggio d'azione previsto in 100 mi (circa 160 km) sarebbe stato l'unico armamento in dotazione al Missileer, per il quale (per tale ragione) non erano richieste capacità di combattimento ravvicinato. In sostanza la missione del Missileer sarebbe dovuta consistere esclusivamente nel pattugliamento a distanza (previste 150 mi, 240 km) dalla flotta e l'individuazione del potenziale pericolo: con il lancio, l'equipaggio dell'aereo avrebbe affidato ai sistemi radar del missile stesso il compito di acquisire definitivamente il bersaglio e di abbatterlo.
Le richieste dell'US Navy, e di conseguenza il progetto XF6D, non prevedevano per il futuro Missileer capacità di volo in regime supersonico mentre contemplavano la necessità di costituire una stabile piattaforma di tiro dotata di sistemi elettronici in grado di garantire la scoperta a debita distanza del nemico: il progetto della Douglas prevedeva quindi un velivolo ad ala dritta, che ricordava nelle linee lo Skyknight, con tre uomini d'equipaggio (pilota, copilota e operatore del sistema d'arma), dotato di autonomia di volo di sei ore. Anche il propulsore venne studiato appositamente per dar vita al progetto del Missileer: si trattava del turboventola Pratt & Whitney TF30, del quale sarebbero stati impiegati due esemplari disposti affiancati nel tronco centrale della fusoliera.
Le autorità statunitensi avevano previsto considerevoli stanziamenti per lo sviluppo del sistema d'arma: fonti dell'epoca indicano in 120 unità il quantitativo di F6D ordinato alla Douglas, mentre per il missile Eagle era prevista la possibilità di montare, indifferentemente, testate convenzionali o nucleari. Malgrado ciò, tuttavia, vi fu un repentino mutamento nella condotta dell'amministrazione guidata dal presidente John Kennedy che, nella stesura del budget per l'anno fiscale 1962, decretò, in rapida successione, la fine dei due progetti.
L'abbandono del progetto del Missileer (che non lasciò mai il tavolo da disegno) non rappresentò in assoluto il tramonto del concetto di intercettazione a largo raggio che, sebbene rivisitato ed aggiornato in considerazione delle tecnologie nel frattempo resesi disponibili, venne nuovamente preso in considerazione dall'US Navy con il progetto dell'F-111B (anch'esso mai giunto alla fase operativa) e con la realizzazione dell'F-14 Tomcat.